# Campitelli
Campitelli est l'un des 22 rioni de Rome. Il est le dixième dans la numération officielle, désigné dans la nomenclature toponymique par le code R.X, tandis qu'en termes administratifs il s'étend à cheval sur les zones urbaines 1A (« Centre historique ») et 1X (« Zone arquéologique »). À cause de l'importance et de l'ampleur de ses sites institutionnels et archéologiques, Campitelli est la zone la moins résidentielle de Rome, ne comptant que 693 habitants sur une superficie de 0,599 km2, ce qui en fait le rione le moins peuplé.  

## Historique
Le nom du quartier vient du latin Capitolium latin désigne le Capitole, la plus importante des sept collines de Rome. 
|  |  |

## Lieux particuliers et monuments
- Forums impériaux
- Forum romain
- Le Capitole
- Le Mont Palatin
- La piazza Venezia
- La place du Capitole
- Le musée du Capitole

Les églises :
- Basilique Santa Francesca Romana
- Basilique Sant'Anastasia al Palatino
- Basilique Santi Cosma e Damiano
- Basilique Santa Maria in Aracoeli
- Église San Bonaventura al Palatino
- Église San Sebastiano al Palatino
- Église San Lorenzo in Miranda
- Église Santa Maria Antiqua
- Église Santi Luca e Martina
- Église San Giuseppe dei Falegnami
- Église Santa Maria Annunziata a Tor de' Specchi
- Église Santa Maria della Consolazione
- Église San Teodoro al Palatino
- Église San Biagio de Mercato (déconsacrée)
- Église Sant'Adriano al Foro Romano (déconsacrée, aujourd'hui la Curie Julia)
- Église Santa Maria Liberatrice al Foro Romano (déconsacrée)
- Église Santi Venanzio e Ansovino (déconsacrée)
- Église Santi Sergio e Bacco al Foro Romano (déconsacrée)